# Чайные (порядок)
Чайные (лат. Theales) — порядок двудольных растений в некоторых ботанических классификациях, в том числе в Системе Дальгрена. Рольф Дальгрен помещал Theales в надпорядок Theiflorae (также называемый Theanae).
Тахтаджян А. Л. «Жизнь растений»:

Порядок Чайные (Theales). Близок к порядку диллениевых и, вероятно, произошёл от примитивных их представителей. Главным образом деревья и кустарники, реже древесные лианы, редко травы. Листья обычно очерёдные, реже супротивные или мутовчатые, большей частью простые, обычно цельные, перистонервные, с прилистниками или без прилистников. Характерно наличие межклеточных секреторных каналов. Членики сосудов с лестничной или простой перфорацией. Цветки обычно обоеполые, большей частью актиноморфные. Околоцветник спироциклический или чаще циклический. Тычинки часто сросшиеся нитями, развиваются в центробежной последовательности. Пыльцевые зёрна в большинстве случаев 3-бороздно-поровые. Гинецей иногда вторично-апокарпный или ценокарпный, из 2—многих плодолистиков, обычно со многими семязачатками в каждом гнезде или в каждом свободном плодолистике; столбики свободные или сросшиеся; завязь обычно верхняя. Семязачатки анатропные, битегмальные и обычно тенуинуцеллятные. Эндосперм нуклеарный. Семена с эндоспермом или без эндосперма.
Семейства: охновые, дионкофилловые, чайные, тетрамеристовые, маркгравиевые, медузагиновые, боннетовые, клузиевые, повойничковые и др.

В Системе Кронквиста (1981) порядок Theales входит в состав подкласса Dileniidae и объединяет следующие семейства:
- Ochnaceae — Охновые
- Sphaerosepalaceae — Сферосепаловые
- Sarcolaenaceae — Сарколеновые
- Dipterocarpaceae — Диптерокарповые
- Caryocaraceae — Кариокаровые
- Theaceae — Чайные
- Actinidiaceae — Актинидиевые
- Scytopetalaceae — Сцитопеталовые
- Pentaphylacaceae — Пентафилаксовые
- Tetrameristaceae — Тетрамеристовые
- Pellicieraceae — Пеллициеровые
- Oncothecaceae — Онкотековые
- Marcgraviaceae — Маркгравиевые
- Quiinaceae — Куиновые
- Elatinaceae — Повойничковые
- Paracryphiaceae — Паракрифиевые
- Medusagynaceae — Медузагиновые
- Clusiaceae — Клузиевые.

В системе APG II эти семейства относятся к различным порядкам — верескоцветным, мальвоцветным и мальпигиецветным.